# تام شانگ تسونگ
تام شانگ تسونگ (انگلیسی: Tam Sheang Tsung؛ زادهٔ ۲۴ مهٔ ۱۹۹۵) بازیکن فوتبال اهل مالزی است.
از باشگاه‌هایی که در آن بازی کرده‌است می‌توان به باشگاه فوتبال آویسپا فوکوئوکا اشاره کرد.